# VRMO-LPM-koalitionen
VRMO-LPM var en valkartell i Nordmakedonien, bestående av:
- Kristdemokraterna
- Makedoniens socialistparti
- Makedoniens liberala parti
- Demokratiska unionen
- Förbundet för romer i Makedonien
- Partiet Rörelsen för turkar i Makedonien
- Partiet för Demokratisk aktion i Makedonien
- Partiet för vlaker i Makedonien
- Europapartiet i Makedonien
- Gröna Partiet
- Makedonska folkrörelsen
- Bosniakernas demokratiska parti
- Partiet Romernas demokratiska krafter i Makedonien
- Partiet för romsk integration

I parlamentsvalet den 5 juli 2006 fick koalitionen 304 585 röster (32,51 %) och kunde bilda regering tillsammans med Albanska demokratiska partiet (DPS), Nya Socialdemokratiska partiet (NSDP), Demokratisk förnyelse av Makedonien (DOM) och Partiet för europeisk framtid (PEI).